# ميشيل فيرو
ميشيل فيرو (بالإنجليزية: Michelle Fierro)‏ هي فنانة أمريكية، ولدت في 6 يناير 1967 في لوس أنجلوس في الولايات المتحدة.